# قسم ليراوي الجنوبي الريفي (مقاطعة ديلم)
قسم ليراوي الجنوبي الريفي (بالفارسية: دهستان لیراوی جنوبی) هي منطقة ريفية تقع في Imam Hassan District في إيران. يقدر عدد سكانها بـ 1,763 نسمة .